# Östringer Erlenwald
Das Naturschutzgebiet Östringer Erlenwald liegt auf dem Gebiet der Gemeinde Ubstadt-Weiher und der Stadt Östringen im Landkreis Karlsruhe in Baden-Württemberg.
Das aus drei Teilflächen bestehende Gebiet erstreckt sich südwestlich der Kernstadt Östringen entlang des Schindelbaches zu beiden Seiten der Kreisstraße K 3586. Nördlich des Gebietes verläuft die B 292.

## Bedeutung
Das rund 51 ha große Gebiet steht seit dem 2. November 1999 unter der Kenn-Nummer 2.219 unter Naturschutz. Es handelt sich um
- die naturnahe Talaue des Schindelbaches mit Quellen und Randbereichen;
- naturnahe Wälder mit gut ausgebildeten Waldgesellschaften, Waldrändern und wertvolle Altholzbestände;
- eine großflächig zusammenhängende, z. T. feuchte Wiesenlandschaft mit eingestreuten Feldhecken und Streuobstbeständen;
- an die Vielzahl der Biotopstrukturen angepasste und gefährdete Tier- und Pflanzenarten.[1]